# Maßtheorie in topologischen Vektorräumen
Die Maßtheorie in topologischen Vektorräumen bezeichnet die Fortsetzung der Maßtheorie in topologischen Vektorräumen. Solche Räume sind häufig unendlichdimensionale Räume, doch viele Resultate der klassischen Maßtheorie werden auf endlichdimensionalen Räumen formuliert und können nicht direkt übertragen werden. Dies wird schon deutlich beim Lebesgue-Maß, welches auf allgemeinen unendlichdimensionalen Räumen nicht existiert.

## Einführung
Im Artikel werden ausschließlich topologische Vektorräume betrachtet, welche auch die Hausdorff-Eigenschaft besitzen. Vektorräume ohne Topologie sind mathematisch nicht sehr interessant, weil Begriffe wie die Konvergenz und Stetigkeit dort nicht definiert sind.
Es gibt heute viele Bücher über die Maßtheorie in topologischen Vektorräumen, als Standardreferenz gilt aber immer noch das 1973 erschienene Buch von Laurent Schwartz.
Das nachfolgende Beispiel zeigt, dass in unendlichdimensionalen Räumen die Konstruktion von Maßen nicht immer analog wie in den endlichdimensionalen Räumen durchgeführt werden kann.

### Ein Gegenbeispiel
Sei ein separabler, reeller Hilbert-Raum {\displaystyle (H,\langle \cdot ,\cdot \rangle _{H})} mit {\displaystyle \dim(H)=n} gegeben. Weiter sei {\displaystyle \lambda (dh)} ein gaußsches Maß auf {\displaystyle H}, das heißt
{\displaystyle \lambda (dh)=(2\pi )^{-{\frac {\dim(H)}{2}}}\exp \left(-{\frac {\|h\|_{H}^{2}}{2}}\right)dh}
wobei {\displaystyle dh} das Lebesgue-Maß auf {\displaystyle H} bezeichnet.
Versucht man jedoch, diese Definition auf einen unendlichdimensionalen Hilbert-Raum {\displaystyle n=\infty } zu übertragen, so scheitert dies. Sei {\displaystyle h_{0},h_{1},\dots ,h_{m},\dots ..} eine Orthonormalbasis von {\displaystyle H} und betrachte die zugehörigen Zufallsvariablen {\displaystyle X_{m}:H\to \mathbb {R} } definiert durch {\displaystyle X_{m}(h)=\langle h,h_{m}\rangle _{H}.}
Die {\displaystyle (X_{m})_{m\geq 0}} sind unabhängige, standardnormalverteilte Zufallsvariablen und nach dem starken Gesetz der großen Zahlen gilt
{\displaystyle \|h\|_{H}^{2}=\sum \limits _{m=0}^{\infty }X_{m}(h)^{2}=\infty }
für {\displaystyle \lambda }-fast sicher alle {\displaystyle h\in H} und somit {\displaystyle \lambda (dh)=0}.

## σ-Algebren
Sei {\displaystyle X} ein topologischer Vektorraum, {\displaystyle {\mathcal {T}}} seine Topologie, {\displaystyle X^{*}} der algebraische Dualraum und {\displaystyle X'} der topologische Dualraum. In topologischen Vektorräumen existieren drei prominente σ-Algebren:
- die borelsche σ-Algebra {\displaystyle {\mathcal {B}}(X)}: wird durch die offenen Mengen aus {\displaystyle {\mathcal {T}}} erzeugt.
- die zylindrische σ-Algebra {\displaystyle {\mathcal {E}}(X,X')}: wird durch den Dualraum {\displaystyle X'} erzeugt.
- die bairesche σ-Algebra {\displaystyle {\mathcal {B}}_{0}(X)}: wird durch alle stetigen Funktionen {\displaystyle C(X,\mathbb {R} )} erzeugt. Die bairsche σ-Algebra wird auch mit {\displaystyle {\mathcal {Ba}}(X)} notiert.

Es gilt folgender zusammenhang
{\displaystyle {\mathcal {E}}(X,X')\subseteq {\mathcal {B}}_{0}(X)\subseteq {\mathcal {B}}(X)}
wobei {\displaystyle {\mathcal {E}}(X,X')\subseteq {\mathcal {B}}_{0}(X)} offensichtlich ist.

### Zylindrische σ-Algebra
Seien {\displaystyle X} und {\displaystyle Y} zwei Vektorräume über {\displaystyle \mathbb {R} }. Man sagt {\displaystyle X} und {\displaystyle Y} befinden sich in Dualität, wenn eine Bilinearform {\displaystyle \langle .,.\rangle \colon X\times Y\to \mathbb {R} } existiert. Dadurch wird der Raum {\displaystyle X} zum Raum der Funktionale auf {\displaystyle Y} und {\displaystyle Y} zum der Raum der Funktionale auf {\displaystyle X}. Sei nun {\displaystyle Y\subset X^{*}}.
Für ein {\displaystyle B\in {\mathcal {B}}(\mathbb {R} ^{n})} und {\displaystyle f_{1},\dots ,f_{n}\in Y} nennt man eine Menge der Form
{\displaystyle C_{f_{1},\dots ,f_{n},B}:=\{x\in X\colon (\langle x,f_{1}\rangle ,\dots ,\langle x,f_{n}\rangle )\in B\}}
eine Zylindermenge oder schlichtweg Zylinder. Falls {\displaystyle B} offen ist, dann nennt man diese Menge offene Zylindermenge respektive offener Zylinder.
Die Menge aller Zylinder notieren wir mit {\displaystyle {\mathfrak {A}}_{f_{1},\dots ,f_{n}}} und die Menge aller offenen Zylinder mit {\displaystyle {\mathfrak {A}}_{f_{1},\dots ,f_{n}}^{O}} notiert. Beide bilden eine Algebra und sie erzeugen dieselbe σ-Algebra {\displaystyle \sigma ({\mathfrak {A}}_{f_{1},\dots ,f_{n}})=\sigma ({\mathfrak {A}}_{f_{1},\dots ,f_{n}}^{O})}. Die Menge aller (offenen) zylindrischen Mengen
{\displaystyle {\mathcal {Zyl}}(X,Y)=\bigotimes _{n\in \mathbb {N} }{\mathfrak {A}}_{f_{1},\dots ,f_{n}}=\bigcup \limits _{n\in \mathbb {N} }\bigcup \limits _{f_{1},\dots ,f_{n}\in Y,B\in {\mathcal {B}}(\mathbb {R} ^{n})}C_{f_{1},\dots ,f_{n},B}}
bilden eine Algebra und wird (offene) zylindrische Algebra genannt. Die kleinste σ-Algebra, welche sie erzeugt, nennt man zylindrische σ-Algebra und man notiert sie mit {\displaystyle {\mathcal {E}}(X,Y):=\sigma ({\mathcal {Zyl}}(X,Y))}. Es spielt keine Rolle, ob man offene Zylinder oder allgemeine Zylinder wählt, die resultierende zylindrische σ-Algebra ist dieselbe.
Falls {\displaystyle Y} ein Raum von stetigen Funktionalen ist, dann ist ein offener Zylinder {\displaystyle C_{f_{1},\dots ,f_{n},B}} eine offene Menge, weil die Funktion {\displaystyle f(C_{f_{1},\dots ,f_{n},B})=B} stetig ist. Folglich gilt dann {\displaystyle C_{f_{1},\dots ,f_{n},B}\in {\mathcal {B}}(X)} und die Inklusion {\displaystyle {\mathcal {E}}(X,Y)\subset {\mathcal {B}}(X).}
In den meisten Standardapplikationen wählt man {\displaystyle Y=X'}, dann ist die zylindrische σ-Algebra {\displaystyle {\mathcal {E}}(X,X')} die kleinste σ-Algebra, sodass jedes stetige lineare Funktional auf {\displaystyle X} messbar ist.

### Bairesche σ-Algebra
Die bairsche σ-algebra {\displaystyle {\mathcal {B}}_{0}(X)} ist die kleinste σ-Algebra, so dass alle stetigen Funktionale {\displaystyle f\in X'} stetig sind. Die bairsche σ-algebra wird auch von den Nullmengen erzeugt, es gilt
{\displaystyle \{x:f(x)\leq a\}=\{x:g(x):=\max(0,f(x)-a)=0\},}
da {\displaystyle f(x)} und {\displaystyle \max(x)} stetig sind.

### Warum man nicht ausschließlich mit der borelschen σ-Algebra arbeitet
Wir haben gesehen, dass die zylindrische σ-Algebra {\displaystyle {\mathcal {E}}(X,X')} durch offene Zylinder erzeugt wird. Die zylindrische σ-Algebra enthält alle abzählbaren Vereinigungen von offenen Zylinder, hingegen ist die borelsche σ-Algebra eine σ-Algebra direkt auf der Topologie {\displaystyle \sigma ({\mathcal {T}})}, und diese enthält alle beliebigen Vereinigungen von offenen Zylinder. Man muss sich bei der borelschen σ-Algebra somit auch mit überabzählbaren Vereinigungen rumschlagen.
Für nicht separable Räume gilt im Allgemeinen {\displaystyle {\mathcal {B}}(X)\otimes {\mathcal {B}}(Y)\subset {\mathcal {B}}(X\times Y),}
deshalb kann es passieren, dass die Vektoraddition bezüglich {\displaystyle {\mathcal {B}}(X)\otimes {\mathcal {B}}(Y)} nicht messbar ist. Für zwei Zufallsvariablen {\displaystyle X_{1}} und {\displaystyle X_{2}} heißt das also, dass die Summe {\displaystyle S=X_{1}+X_{2}} keine Zufallsvariable mehr ist. Für die zylindrische σ-Algebra gibt es solche messbaren Probleme nicht, denn es gilt {\displaystyle {\mathcal {E}}(X,X')\otimes {\mathcal {E}}(Y,Y')={\mathcal {E}}(X\times Y,X'\times Y')}.
Im Allgemeinen möchte man eine σ-Algebra wählen, die einerseits genügend viele Mengen enthält, um praktisch arbeiten zu können, andererseits aber nicht so groß ist, dass zu viele Mengen messbar werden. Im Zusammenhang mit Integralen von stetigen Funktionen ist es schwierig oder sogar unmöglich, diese auf beliebige Borel-Mengen anzuwenden. In vielen topologischen Räumen stimmen die σ-Algebren allerdings überein.

### Gleichheiten zwischen den σ-Algebren
- Sei {\displaystyle X} ein polnischer Raum und {\displaystyle \Gamma \subseteq X'} eine Familie von stetigen Funktionen, welche die Punkte trennt, dann gilt

{\displaystyle {\mathcal {B}}(X)={\mathcal {E}}(X,\Gamma )}
- Sei {\displaystyle (X,{\mathcal {T}})} ein topologischer Vektoraum und sei {\displaystyle T_{s}:=T_{s}(X,X')} die schwache Topologie, dann ist die zylindrische σ-algebra {\displaystyle {\mathcal {E}}(X,X')} exakt die bairesche σ-algebra von {\displaystyle (X,T_{s})}.[6]
- Sei {\displaystyle (X,{\mathcal {T}})} ein separabler metrisierbarer lokalkonvexer Raum und {\displaystyle T_{s}:=T_{s}(X,X')} die schwache Topologie. Dann sind die drei σ-algebren {\displaystyle {\mathcal {E}}(X,X')}, {\displaystyle {\mathcal {B}}_{0}(X)} und {\displaystyle {\mathcal {B}}(X)} equivalent unter den Topologien {\displaystyle {\mathcal {T}}} und {\displaystyle T_{s}}.[7]

## Maße
Eine Möglichkeit, ein Maß auf einem unendlichdimensionalen Raum zu konstruieren, besteht darin, das Maß zuerst auf endlichdimensionalen Räumen zu definieren und es anschließend als projektives System auf unendlichdimensionale Räume zu erweitern. Dies führt zu dem Begriff des zylindrischen Maßes, der gemäß Israel Moissejewitsch Gelfand und Naum Jakowlewitsch Wilenkin von Andrei Nikolajewitsch Kolmogorow stammt. Zylindrische Maße sind per Definition σ-additiv auf allen endlichdimensionalen Unterräumen.

### Zylindrische Maße
Sei {\displaystyle (X,{\mathcal {T}})} ein topologischer Vektorraum über {\displaystyle \mathbb {R} } und {\displaystyle X^{*}} der algebraische Dualraum. Weiter sei {\displaystyle F} ein Vektorraum von linearen Funktionalen auf {\displaystyle X}, das heißt {\displaystyle F\subseteq X^{*}}, und {\displaystyle {\mathcal {Zyl}}(X,F)} die zylindrische Algebra.
Eine Mengenfunktion
{\displaystyle \nu :{\mathcal {Zyl}}(X,F)\to \mathbb {R} _{+}}
heißt zylindrisches Maß, falls für alle endlichen Mengen {\displaystyle G:=\{f_{1},\dots ,f_{n}\}\subseteq F} mit {\displaystyle n\in \mathbb {N} } und zylindrischen σ-Algebren {\displaystyle {\mathcal {E}}(X,G):=\sigma ({\mathcal {Zyl}}(X,G))} die Restriktion
{\displaystyle \nu :{\mathcal {E}}(X,G)\to \mathbb {R} _{+}}
eine σ-additive Funktion ist, das heißt {\displaystyle \nu } ist ein Maß.
Sei {\displaystyle \Gamma \subset X^{*}}, ein zylindrisches Maß {\displaystyle \mu } auf {\displaystyle X} hat die schwache Ordnung {\displaystyle p} (oder ist vom schwachen Typ {\displaystyle p}), falls der {\displaystyle p}-te schwache Moment existiert, das heißt
{\displaystyle \int _{E}|\langle f,x\rangle |^{p}d\mu (f)<\infty } für alle {\displaystyle f\in \Gamma .}

### Radon-Maße
Jedes Radon-Maß besitzt einen topologischen Träger. Jedes Radon-Maß induziert ein zylindrisches Maß, die Umkehrung ist im Allgemeinen aber nicht richtig. Die von Laurent Schwartz eingeführte Radonifikation ist eine Methode um zylindrische Maße in Radon-Maße zu verwandeln. Seien {\displaystyle E} und {\displaystyle G} zwei lokalkonvexe Räume, dann ist {\displaystyle T:E\to G} ein {\displaystyle (q,p)}-radonisierender Operator, wenn für ein zylindrischen Maßes {\displaystyle \mu } vom Typ {\displaystyle q} auf {\displaystyle E} das Bildmaß {\displaystyle T^{*}\mu } ein Radonmaß vom Typ {\displaystyle p} auf {\displaystyle G} ist. Wenn {\displaystyle p=q} dann spricht man einfach von {\displaystyle p}-radonisierenden Operatoren.

### Erwartungswert und Kovarianzoperator
Sei {\displaystyle \mu } ein Maß mit schwacher Ordnung {\displaystyle 1} auf dem topologischen Vektorraum {\displaystyle X}. Dann existiert der Erwartungswert {\displaystyle m_{\mu }\in X} falls für jedes stetige Funktional {\displaystyle f\in X'}
{\displaystyle f(m_{\mu })=\int _{X}f(x)\mu (dx)}
gilt.
Sei {\displaystyle \mu } nun mit schwacher Ordnung {\displaystyle 2}, dann ist der Kovarianzoperator {\displaystyle \operatorname {C} _{\mu }:X'\to (X')^{*}} von {\displaystyle \mu } definiert durch
{\displaystyle \operatorname {C} _{\mu }(\varphi )(\xi ):=\int _{X}{\bigg (}\varphi (x)-\varphi (m_{\mu }){\bigg )}{\bigg (}\xi (x)-\xi (m_{\mu }){\bigg )}\mu (\mathrm {d} x)}
für {\displaystyle \varphi ,\xi \in X^{'}}. Das heißt also {\displaystyle \operatorname {C} _{\mu }(\varphi )} ist ein Element des Bidualraums, das heißt ein Funktional auf {\displaystyle X'}, und es gilt
{\displaystyle \langle \operatorname {C} _{\mu }(g),f\rangle =\langle g,\operatorname {C} _{\mu }(f)\rangle =\operatorname {C} _{\mu }(f)(g).}

### Erweiterung der zylindrischen Maße
Um σ-additive zylindrische Maße zu erzeugen, gibt es verschiedene Ansätze. Für allgemeine Wahrscheinlichkeitsmaße gibt es den Erweiterungssatz von Kolmogorov und für gaußsche Maße das von Leonard Gross eingeführte Konzept des abstrakten Wienerraums. Für allgemeine Maße gibt es die Radonifikation und den Satz von Minlos-Sasonow. Letzterer sagt, dass ein zylindrisches Maß eine σ-additive Erweiterung hat, wenn die Fourier-Transformierte stetig in der Sasonow-Topologie oder Gross-Sasonow-Topologie ist. Solche Topologien nennt man ausreichend.

#### Satz von Sazonow-Badrikian
Sei {\displaystyle A} eine balancierte, konvexe, beschränkte und abgeschlossene Teilmenge eines lokalkonvexen Raums {\displaystyle E}. Dann bezeichnet {\displaystyle E_{A}} den von {\displaystyle A} erzeugten Unterraum von {\displaystyle E}.
Eine balancierte, konvexe, beschränkte Teilmenge {\displaystyle A} eines lokalkonvexen Hausdorff-Raums {\displaystyle E} wird eine Hilbert-Menge genannt, wenn der Banachraum {\displaystyle E_{A}} eine Hilbertraumstruktur besitzt, d. h. die Norm {\displaystyle |\cdot |_{E_{A}}} in {\displaystyle E_{A}} von einem Skalarprodukt abgeleitet werden kann und {\displaystyle E_{A}} vollständig ist. Der Satz von Sazonov–Badrikian lautet:
Sei {\displaystyle E} ein quasivollständiger lokalkonvexer Hausdorff-Raum und {\displaystyle E'_{c}} sein Dualraum, ausgestattet mit der Topologie der gleichmäßigen Konvergenz auf kompakten Teilmengen von {\displaystyle E}. Angenommen, jede Teilmenge von {\displaystyle E} ist in einer balancierten, konvexen, kompakten Hilbert-Menge enthalten. Dann gilt, eine positiv definite Funktion {\displaystyle f} auf {\displaystyle E'_{c}} ist genau dann die Fourier-Transformierte eines Radon-Maßes auf {\displaystyle E}, wenn {\displaystyle f} stetig bezüglich der mit der Topologie von {\displaystyle E'_{c}} assozierten Hilbert-Schmidt-Topologie ist.